# Konsensus naukowy
Konsensus naukowy – powszechna ocena, stanowisko lub opinia środowiska naukowego w konkretnej dziedzinie badań. Konsensus oznacza ogólną zgodę, jednak nie zawsze jednomyślność.
Konsensus jest zwykle osiągany poprzez komunikację na konferencjach, w procesie publikacji, potwierdzania (powtarzania wyników przez innych naukowców) oraz proces recenzji zwany peer review. Prowadzi to do sytuacji, w której osoby pracujące w danej dziedzinie naukowej zgadzają się co do tego, że taki konsensus istnieje, a jednocześnie powstanie takiego konsensusu jest trudno komunikowalne światu zewnętrznemu. Wynika to z tego, że zwykła debata naukowa w rozwoju nauki może wydawać się osobom z zewnątrz jako kontestowanie konsensusu. W niektórych sytuacjach instytucje naukowe wydają specjalne oświadczenia, których przeznaczeniem jest zakomunikowanie tego, co dzieje się wewnątrz środowiska naukowego na zewnątrz. W tych przypadkach, gdy jest niedużo kontrowersji dotyczących przedmiotu badań ustalenie tego, jaki jest konsensus może być całkiem proste.
Konsensus naukowy może być wykorzystany w debacie publicznej lub naukowej w takich obszarach, które są kontrowersyjne w sferze publicznej, lecz nie w środowisku naukowym, jak np. ewolucja, źródło i sam fakt globalnego ocieplenia lub postulowany związek między szczepionką MMR a autyzmem.

## Jak konsensus może zmieniać się z czasem
Istnieje wiele filozoficznych i historycznych teorii dotyczących tego, jak konsensus naukowy zmienia się z upływem czasu. Ponieważ historia nauki jest niezwykle skomplikowana oraz jest tendencja do tego, aby przewidywać „zwycięzców” i „przegranych” na podstawie przeszłości w odniesieniu do sytuacji obecnie występujących, bardzo trudno jest określić dokładne i rygorystyczne modele zmian naukowych. Sprawę utrudnia znacząco fakt, że każda z różnych gałęzi nauki funkcjonuje w nieco inny sposób, posługując się innymi rodzajami dowodów oraz podejść naukowych.
Większość modeli opisujących zmiany w nauce opiera się na nowych danych uzyskanych w wyniku doświadczeń naukowych. Karl Popper zaproponował, że skoro żadna liczba doświadczeń nie może „udowodnić" teorii naukowej, jednak pojedyncze doświadczenie może ją „obalić”,nauka oparta powinna być na falsyfikacji. Choć takie podejście jest logiczną teorią nauki, jest ono nieograniczone czasowo i niekoniecznie właściwie odwzorowuje poglądy na to, jak nauka powinna się rozwijać z upływem czasu.
Pośród najbardziej wpływowych osób stojących w opozycji do tego podejścia był Thomas Kuhn. Argumentował, że dane doświadczalne zawsze dostarczają jakichś wyników, które niezupełnie pasują do teorii, a jednak taka pojedyncza falsyfikacja nie skutkuje od razu zmianą w nauce ani nie obala istniejącego konsensusu naukowego. Zaproponował on, że konsensus naukowy działa w formie paradygmatów, które stanowiły połączone ze sobą teorie wraz z leżącymi u ich podstaw założeniami o ich naturze, łącząc w ten sposób różnych naukowców działających na danym polu nauki. Kuhn argumentował, że dopiero po zgromadzeniu wielu „znaczących” odchyleń od przewidywań konsensus naukowy wkracza w fazę „kryzysu”. W takiej sytuacji, przystępuje się do szukania nowych teorii, co w konsekwencji prowadzi do triumfu nowego paradygmatu w stosunku do starego. Stanowi to raczej cykl zmian paradygmatów niż liniowy postęp w kierunku prawdy. Model Kuhna znacznie wyraźniej podkreśla także społeczne i osobowe aspekty zmian teorii, wskazując za  pomocą przykładów historycznych, że konsensus naukowy nigdy nie był kwestią czystej logiki i czystych faktów. Jednocześnie wskazane okresy „normalne” i „kryzysu” w nauce nie wykluczają się wzajemnie. Badania pokazują, że są to raczej różne sposoby pracy naukowej niż odrębne okresy historyczne.

## Polityzacja nauki
W debacie publicznej stwierdzenie, że istnieje konsensus naukowy w danej dziedzinie nauki jest często używane jako argument za poprawnością teorii i stanowi uzasadnienie dla podjęcia działań przez tych, którzy mogą osiągnąć zyski w oparciu o ten konsensus. Podobnie argument związany z „brakiem” konsensusu naukowego jest często wykorzystywany przez strony, które zyskują na braku działań.
Na przykład konsensus naukowy w kwestii globalnego ocieplenia stwierdza, że globalne temperatury wzrosły w ostatnich dekadach oraz że ten trend jest wywołany głównie antropogeniczną emisją gazów cieplarnianych. Historyk nauki i technologii Naomi Oreskes opublikowała artykuł w Science, w którym opisała wynik przeglądu 928 artykułów opublikowanych pomiędzy latami 1993 a 2003. Pokazuje on, że żaden ze wspomnianych artykułów nie zaprzecza w sposób jawny konsensusowi dotyczącemu antropogenicznemu globalnego ociepleniu. W artykule wstępnym opublikowanym w Washington Post, Oreskes stwierdza, że ci, którzy stoją w opozycji do wyników naukowych wzmacniają normalne w nauce niepewności dotyczące faktów tak, aby wydawało się, że istnieje jakiś spór naukowy lub brak naukowego konsensu w tej kwestii. Ustalenia Oreskes w kwestii konsensusu naukowego zostały powtórzone przy wykorzystaniu innych metod, które nie wymagały interpretacji.
Podobnie teorię ewolucji popiera przeważający naukowy konsensus. Jest ona jedną z najbardziej ugruntowanych i empirycznie potwierdzonych teorii w nauce. Oponenci ewolucji twierdzą, że w środowisku naukowym odnośnie teorii ewolucji istnieje znacząca niezgodność. Tzw. strategia klina (ang. wedge strategy) bazuje w głównej mierze na zasiewaniu i umacnianiu wątpliwości dotyczących konsensusu naukowego w kwestii ewolucji.
Wbudowana w naukę niepewność polegająca na tym, że teorie nigdy nie są dowodzone, natomiast mogą być tylko obalone stanowi problem dla polityków, regulatorów, prawników i biznesu. Tam, gdzie naukowe lub filozoficzne pytania mogą pozostać bez jasnej odpowiedzi przez dekady, tam decydenci stoją przed problemem podejmowania decyzji w oparciu o obecnie dostępne dane, nawet jeśli najpewniej nie jest to finalna wersja „prawdy”. Problem leży w ocenie, co jest dostatecznie bliskie „ostatecznej prawdzie”. Na przykład działania społeczne przeciwko paleniu tytoniu były najprawdopodobniej realizowane zbyt późno w stosunku do momentu, gdy nauka osiągnęła odpowiedni konsensus.
Niektóre dziedziny, takie jak dopuszczenie poszczególnych technologii do użytku publicznego, mogą mieć ogromne, dalekosiężne i mające wpływ na ludzkie życia skutki polityczne i ekonomiczne jeśli sprawy potoczą się niezgodnie z przewidywaniami naukowców. Jednakże, gdy istnieją oczekiwania, że regulacje w danym obszarze odzwierciedlają znane i trafne dane oraz zaakceptowane modele relacji pomiędzy obserwowanymi zjawiskami, tam decydenci nie mają zbyt wielkiego wyboru jak tylko oprzeć się, przy tworzeniu i wdrażaniu tych regulacji, na tym, co może być określone jako 'konsensus naukowy'. Dotyczy to co najmniej okoliczności, w których potrzeba regulacji jest ważna. Podczas gdy nauka nie może dostarczać 'prawd absolutnych' (czy nawet komplementarnych im 'absolutnych błędów'), jej użyteczność leży w możliwości dostarczania wytycznych, które mogą kierować procesem decyzyjnym w taki sposób, by zmaksymalizować dobro społeczne oraz ograniczyć negatywne efekty dla społeczeństwa. Z tej perspektywy, wymaganie aby decyzje opierały się na tym, co jest dowiedzione jako „prawda naukowa” jest dobrą drogą do paraliżu decyzyjnego i w praktyce oznacza opowiadanie się za akceptacją wszystkich określonych i nieokreślonych kosztów oraz ryzyka związanego z brakiem decyzji.
Proces decyzyjny oparty na bazie pozornego konsensusu naukowego nie wyklucza stałego przeglądu stanu tego konsensusu lub konsekwencji podjętych decyzji. Te same powody, które doprowadziły do zdania się na konsensus, tworzą także potrzebę ciągłej weryfikacji przyczyn oparcia się o tenże konsensus, a także dostosowania podjętych decyzji w razie potrzeby.